# أندرو هارمان
أندرو هارمان (بالإنجليزية: Andrew Harman)‏ هو كاتب ومؤلف بريطاني، ولد في 1964.